# Thiouville
Thiouville est une commune française située dans le département de la Seine-Maritime, en région Normandie.

## Géographie

### Localisation
La commune est située dans le pays de Caux.

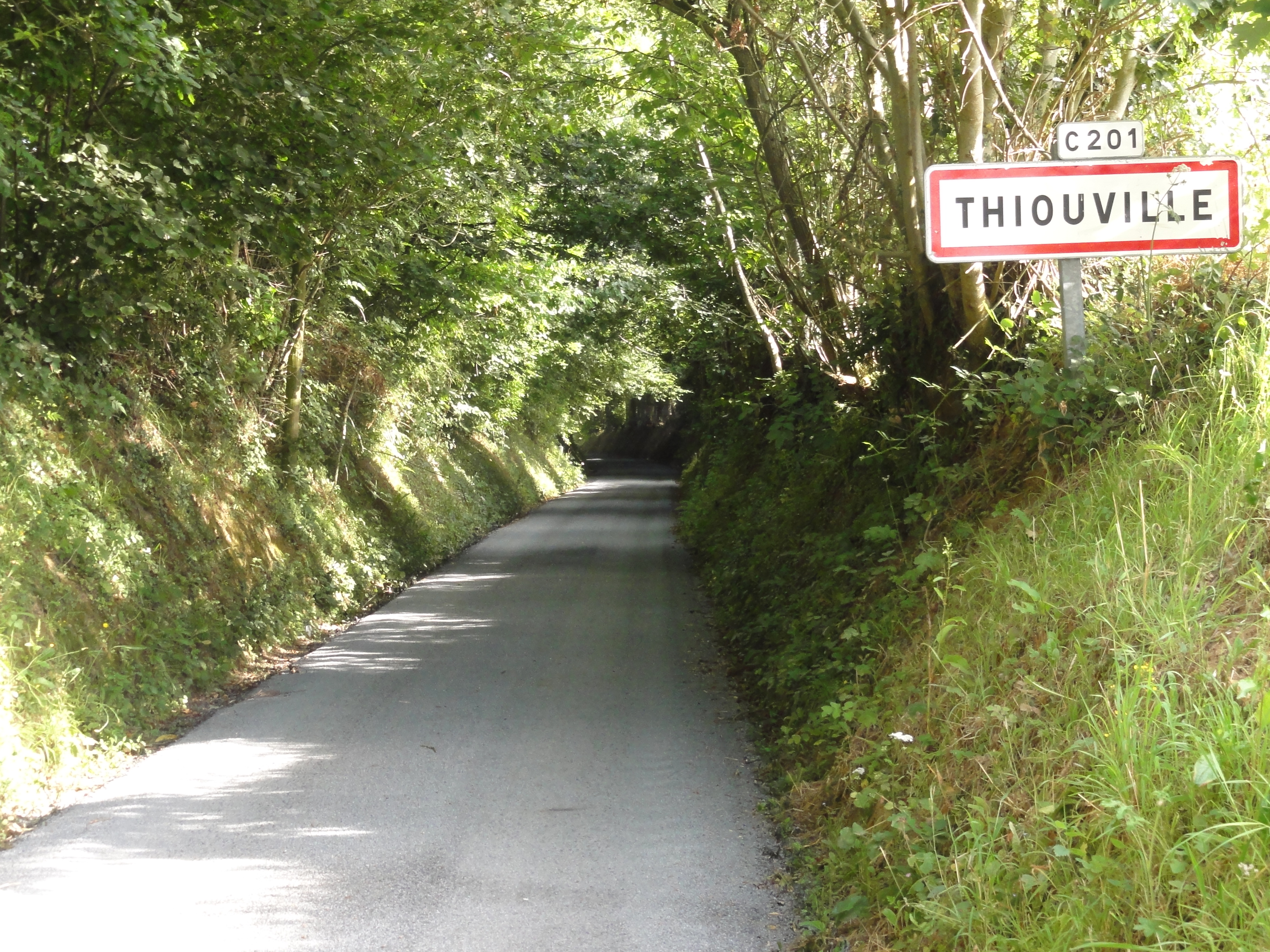
Entrée de Thiouville, route creuse.
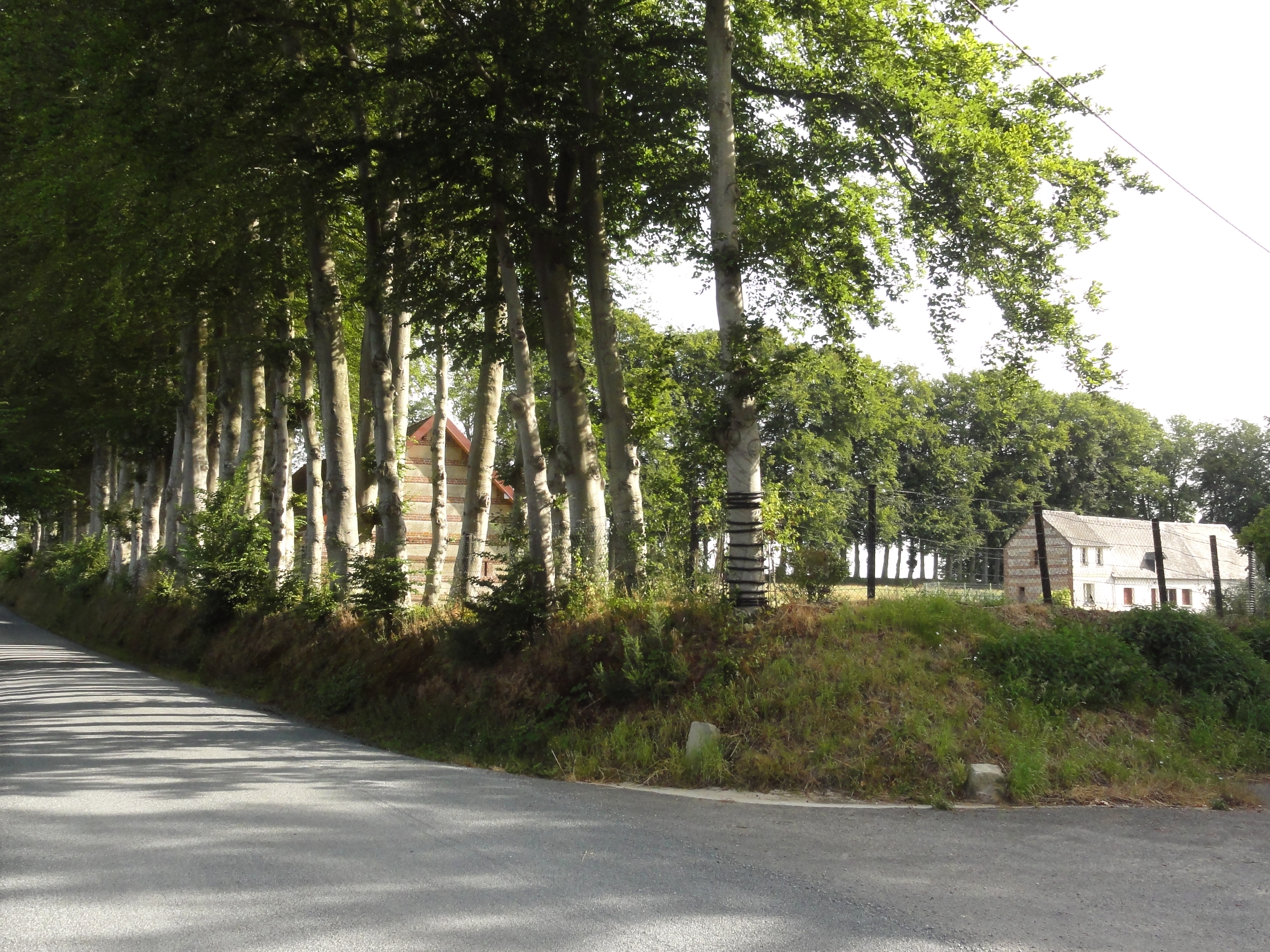
Paysage caractéristique, route bordé d'arbres.

| Beuzeville-la-Guérard          |                    | Cleuville                   |
| Normanville                    | Thiouville         | Ancourteville-sur-Héricourt |
| Sainte-Marguerite-sur-Fauville | Saint-Pierre-Lavis | Cliponville                 |

### Hydrographie
La commune est située dans le bassin Seine-Normandie. Elle n'est drainée par aucun cours d'eau,.

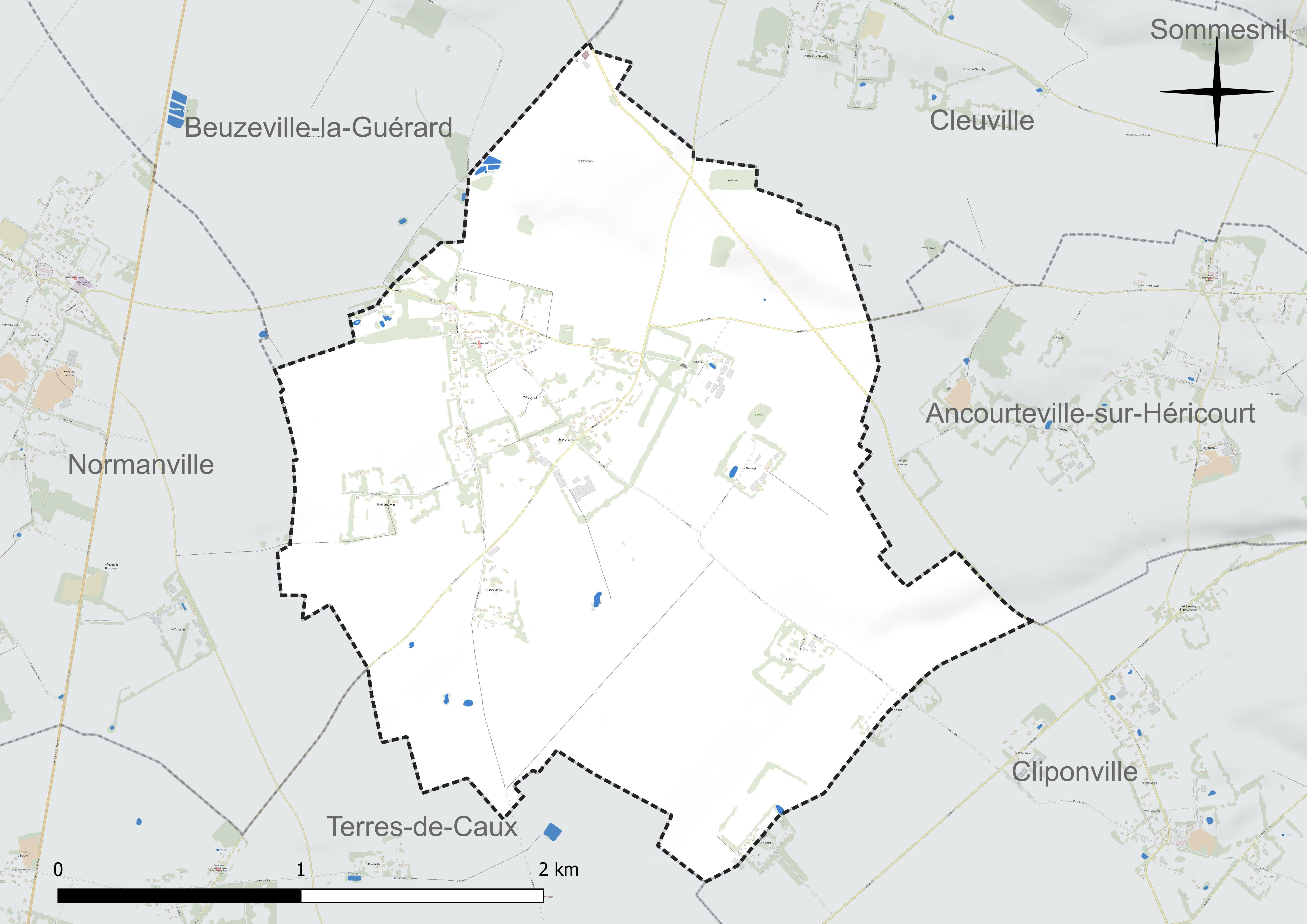
Réseau hydrographique de Thiouville.

### Climat
Pour des articles plus généraux, voir Climat de la Normandie et Climat de la Seine-Maritime.
En 2010, le climat de la commune est de type climat océanique franc, selon une étude du CNRS s'appuyant sur une série de données couvrant la période 1971-2000. En 2020, Météo-France publie une typologie des climats de la France métropolitaine dans laquelle la commune est exposée à un climat océanique et est dans la région climatique Côtes de la Manche orientale, caractérisée par un faible ensoleillement (1 550 h/an) ; forte humidité de l’air (plus de 20 h/jour avec humidité relative > 80 % en hiver), vents forts fréquents. Parallèlement le GIEC normand, un groupe régional d’experts sur le climat, différencie quant à lui, dans une étude de 2020, trois grands types de climats pour la région Normandie, nuancés à une échelle plus fine par les facteurs géographiques locaux. La commune est, selon ce zonage, exposée à un « climat maritime », correspondant au Pays de Caux, frais, humide et pluvieux, légèrement plus frais que dans le Cotentin.
Pour la période 1971-2000, la température annuelle moyenne est de 10,4 °C, avec une amplitude thermique annuelle de 13,5 °C. Le cumul annuel moyen de précipitations est de 972 mm, avec 13,8 jours de précipitations en janvier et 9 jours en juillet. Pour la période 1991-2020, la température moyenne annuelle observée sur la station météorologique la plus proche, située sur la commune d'Ectot-lès-Baons à 15 km à vol d'oiseau, est de 10,8 °C et le cumul annuel moyen de précipitations est de 905,5 mm,. Pour l'avenir, les paramètres climatiques de la commune estimés pour 2050 selon différents scénarios d'émission de gaz à effet de serre sont consultables sur un site dédié publié par Météo-France en novembre 2022.

## Urbanisme

### Typologie
Au 1er janvier 2024, Thiouville est catégorisée commune rurale à habitat dispersé, selon la nouvelle grille communale de densité à sept niveaux définie par l'Insee en 2022.
Elle est située hors unité urbaine et hors attraction des villes,.

### Occupation des sols
L'occupation des sols de la commune, telle qu'elle ressort de la base de données européenne d’occupation biophysique des sols Corine Land Cover (CLC), est marquée par l'importance des territoires agricoles (94,8 % en 2018), une proportion identique à celle de 1990 (94,8 %). La répartition détaillée en 2018 est la suivante : 
terres arables (85,6 %), zones agricoles hétérogènes (9,2 %), zones urbanisées (5,2 %). L'évolution de l’occupation des sols de la commune et de ses infrastructures peut être observée sur les différentes représentations cartographiques du territoire : la carte de Cassini (XVIIIe siècle), la carte d'état-major (1820-1866) et les cartes ou photos aériennes de l'IGN pour la période actuelle (1950 à aujourd'hui).

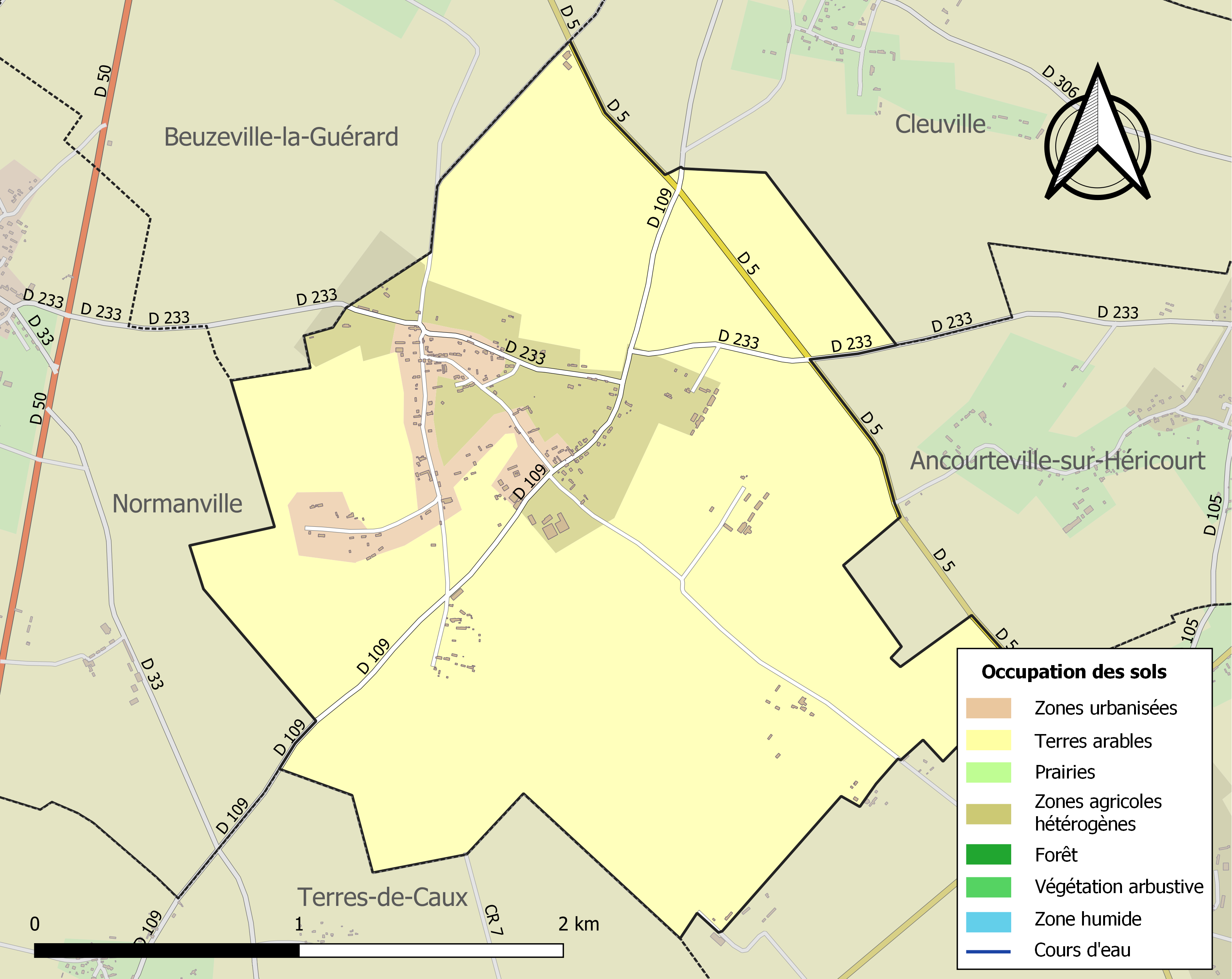
Carte des infrastructures et de l'occupation des sols de la commune en 2018 (CLC).

## Toponymie
Le nom de la localité est attesté sous les formes de Teouvilla vers 1190, de Theovilla au XIIe siècle, de Teouvilla en 1221, de Téouville en 1234, de Theovilla fin du XIIe siècle, Thyovilla en 1294, Saint Vaast de Tyenville et Saint Vast de Tyouville 1316, Ecclesia de Tiouvilla au XIIIe siècle, Tyouville en 1319, Tiouville en 1398, 1403 et 1471, Thiouville en 1422, 1433 et 1459.
Thiouville (Theovilla) était le domaine « (villa) de Théodulf », nom carolingien. En 1096, le seigneur participe à la 1re croisade.

## Histoire

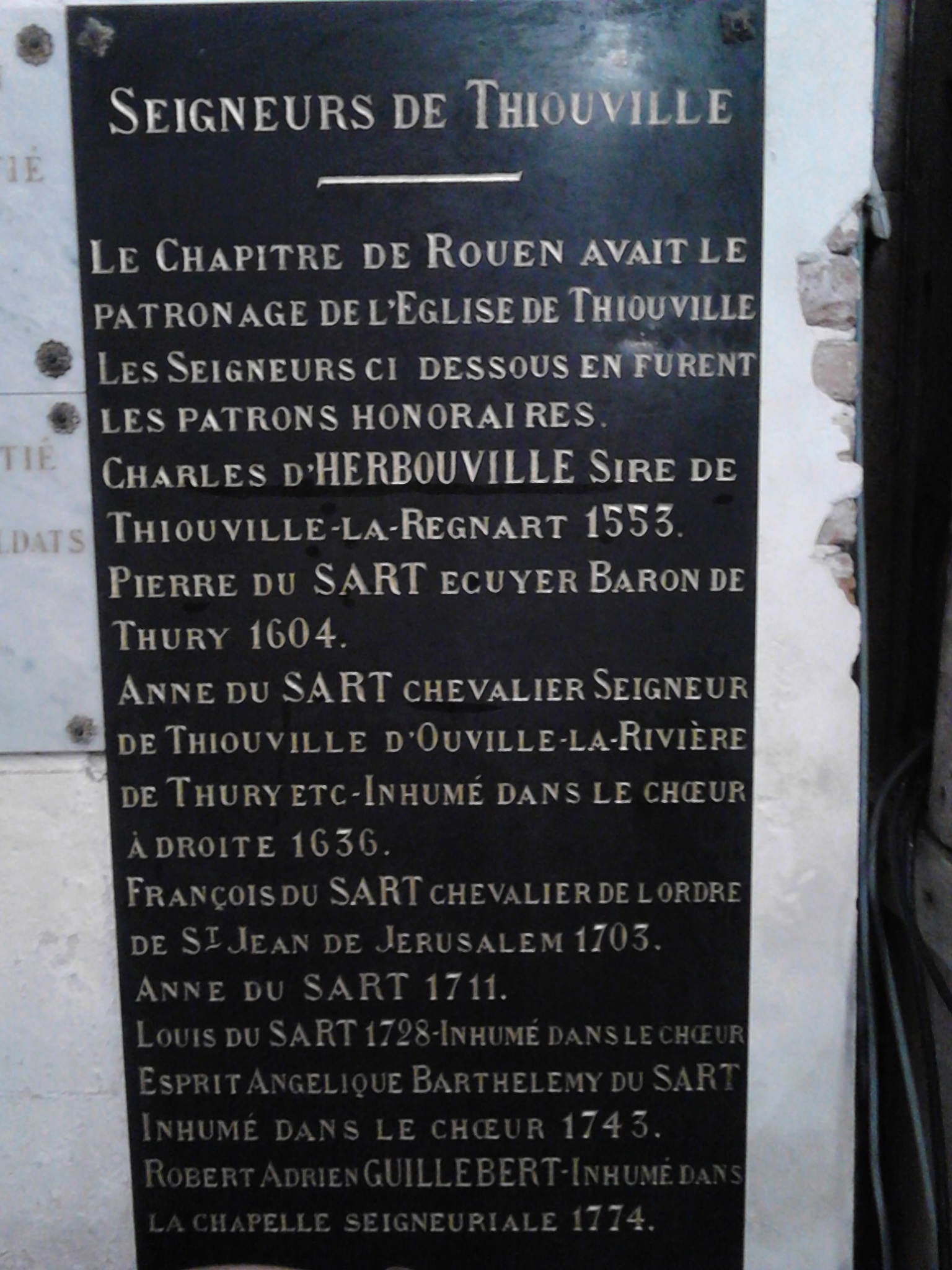
Plaque commémorative des seigneurs de Thiouville.

En 1207, Lucas de Thiouville donne le patronage de l'église aux chanoines métropolitains de Rouen. Guillaume d'Herbouville accompagne son suzerain, le comte de Tancarville à la croisade menée par saint Louis. Les Herbouville sont seigneurs de Thiouville pendant plusieurs siècles, puis la seigneurie est transmise par les femmes aux Auber, puis aux du Sart. En 1793, deux laboureurs Bucaille et Bréard sont massacrés par la foule parce qu'ils refusent d'assister aux offices du curé constitutionnel.
Thiouville paie un lourd tribut pendant la guerre 1914-1918, avec 27 morts pour la France.

## Politique et administration
| Période                                  | Période                    | Identité          | Étiquette | Qualité                                             |
| ---------------------------------------- | -------------------------- | ----------------- | --------- | --------------------------------------------------- |
| 1860                                     |                            | Legros            |           |                                                     |
|                                          | 1919                       | Auguste Bréant    |           |                                                     |
| 1933                                     |                            | A. Bréant         |           |                                                     |
| Les données manquantes sont à compléter. |                            |                   |           |                                                     |
| juin 1995                                | mai 2020                   | Isabelle Dujardin |           | Vice-présidente de la CC Cœur de Caux (2014 → 2016) |
| mai 2020                                 | En cours (au 10 août 2020) | David Anquetil    |           |                                                     |

## Démographie
L'évolution du nombre d'habitants est connue à travers les recensements de la population effectués dans la commune depuis 1793. Pour les communes de moins de 10 000 habitants, une enquête de recensement portant sur toute la population est réalisée tous les cinq ans, les populations de référence des années intermédiaires étant quant à elles estimées par interpolation ou extrapolation. Pour la commune, le premier recensement exhaustif entrant dans le cadre du nouveau dispositif a été réalisé en 2005.

En 2022, la commune comptait 279 habitants, en évolution de −10,58 % par rapport à 2016 (Seine-Maritime : +0,35 %, France hors Mayotte : +2,11 %).
| 1793 | 1800 | 1806 | 1821 | 1831 | 1836 | 1841 | 1846 | 1851 |
| ---- | ---- | ---- | ---- | ---- | ---- | ---- | ---- | ---- |
| 650  | 666  | 680  | 729  | 757  | 793  | 767  | 775  | 751  |

| 1856 | 1861 | 1866 | 1872 | 1876 | 1881 | 1886 | 1891 | 1896 |
| ---- | ---- | ---- | ---- | ---- | ---- | ---- | ---- | ---- |
| 743  | 678  | 645  | 648  | 651  | 612  | 581  | 590  | 587  |

| 1901 | 1906 | 1911 | 1921 | 1926 | 1931 | 1936 | 1946 | 1954 |
| ---- | ---- | ---- | ---- | ---- | ---- | ---- | ---- | ---- |
| 491  | 487  | 443  | 401  | 381  | 379  | 354  | 360  | 319  |

| 1962 | 1968 | 1975 | 1982 | 1990 | 1999 | 2005 | 2006 | 2010 |
| ---- | ---- | ---- | ---- | ---- | ---- | ---- | ---- | ---- |
| 284  | 271  | 257  | 242  | 235  | 240  | 276  | 283  | 277  |

| 2015 | 2020 | 2022 | - | - | - | - | - | - |
| ---- | ---- | ---- | - | - | - | - | - | - |
| 311  | 285  | 279  | - | - | - | - | - | - |

## Culture locale et patrimoine

### Lieux et monuments

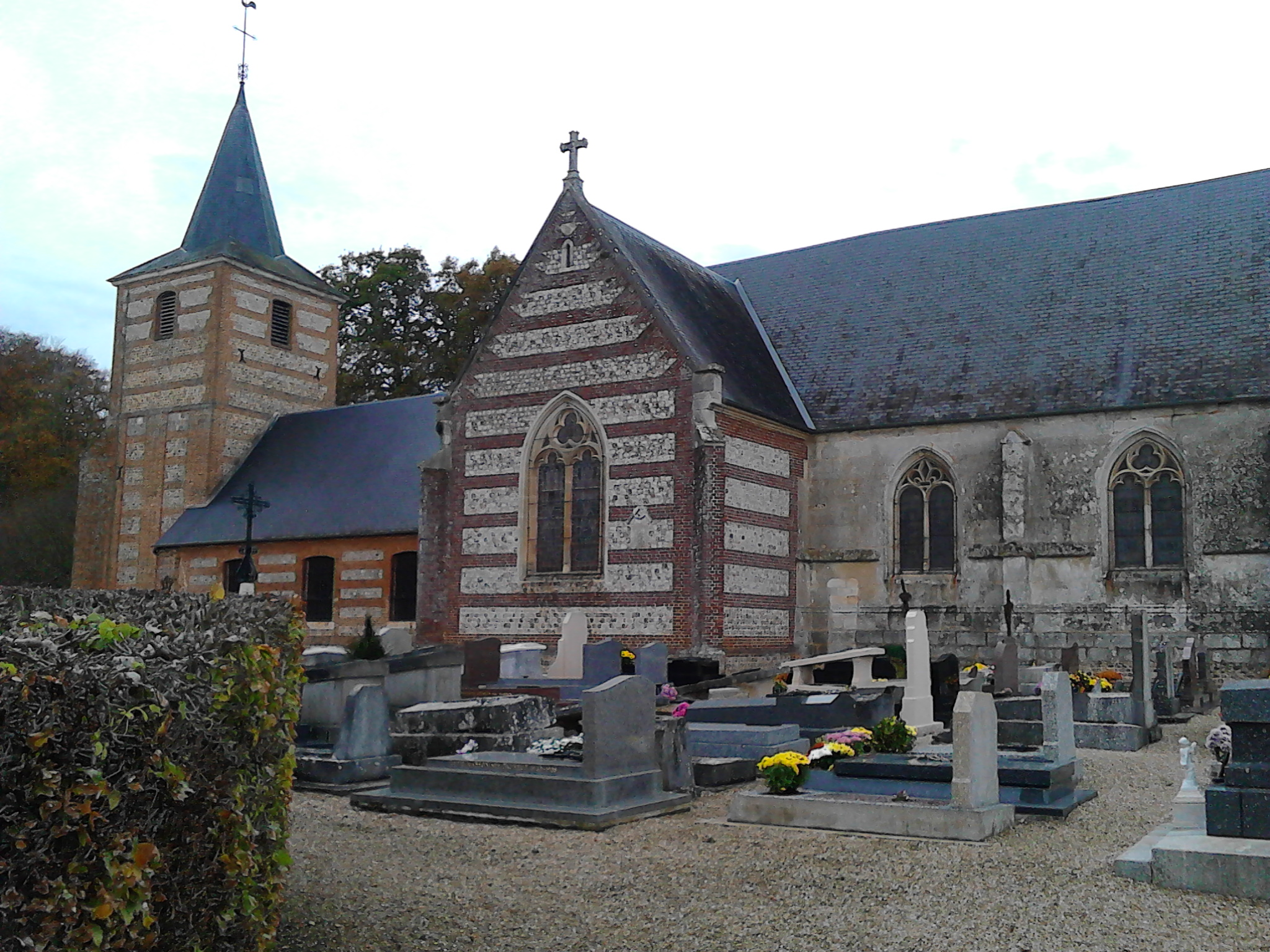
L'église Saint-Vaast.

- Église Saint-Vaast. Chœur en pierre blanche, du XVIe, oratoire seigneurial de la même époque, édifié par Charles d'Herbouville, sans autorisation des chanoines et qui faillit être démoli, à leur demande en 1532. Nef en briques et silex, du XVIIe, presque entièrement rebâtie au XVIIIe. Transept ajouté en 1877. Pierre funéraire de Marie de Dampierre et fonts baptismaux du XVIe, classés objects monuments historiques. Copie d'un May de Notre-Dame de Paris[23].
- Château : construction XVIIe, remaniée au XVIIIe, qui remplace un ancien édifice fortifié, décrit dans un aveu de 1640, comme "château à motte et pont-levis, avec des douves"[24].

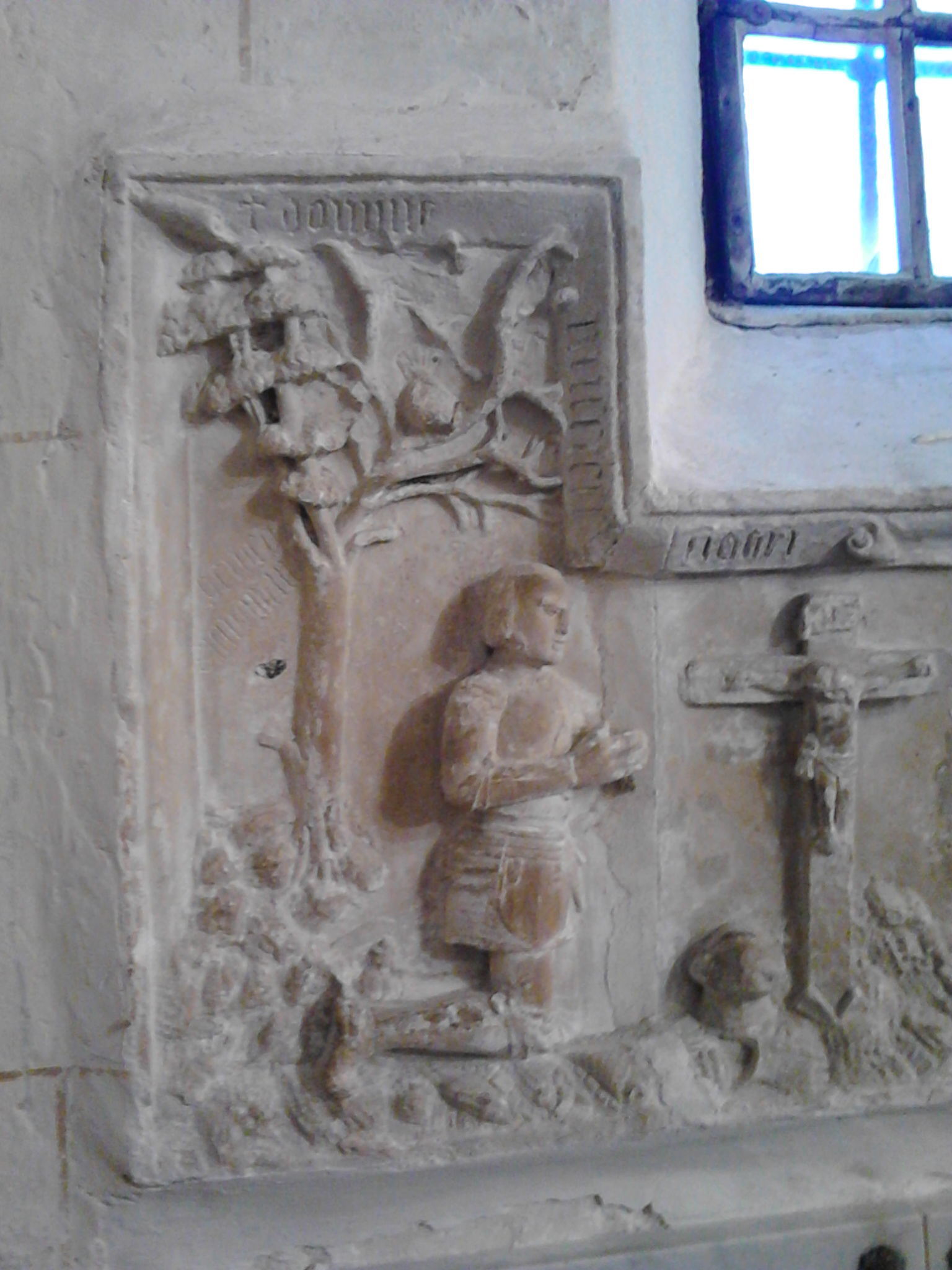
Monument funéraire de Marie de Dampierre (1490-1553).
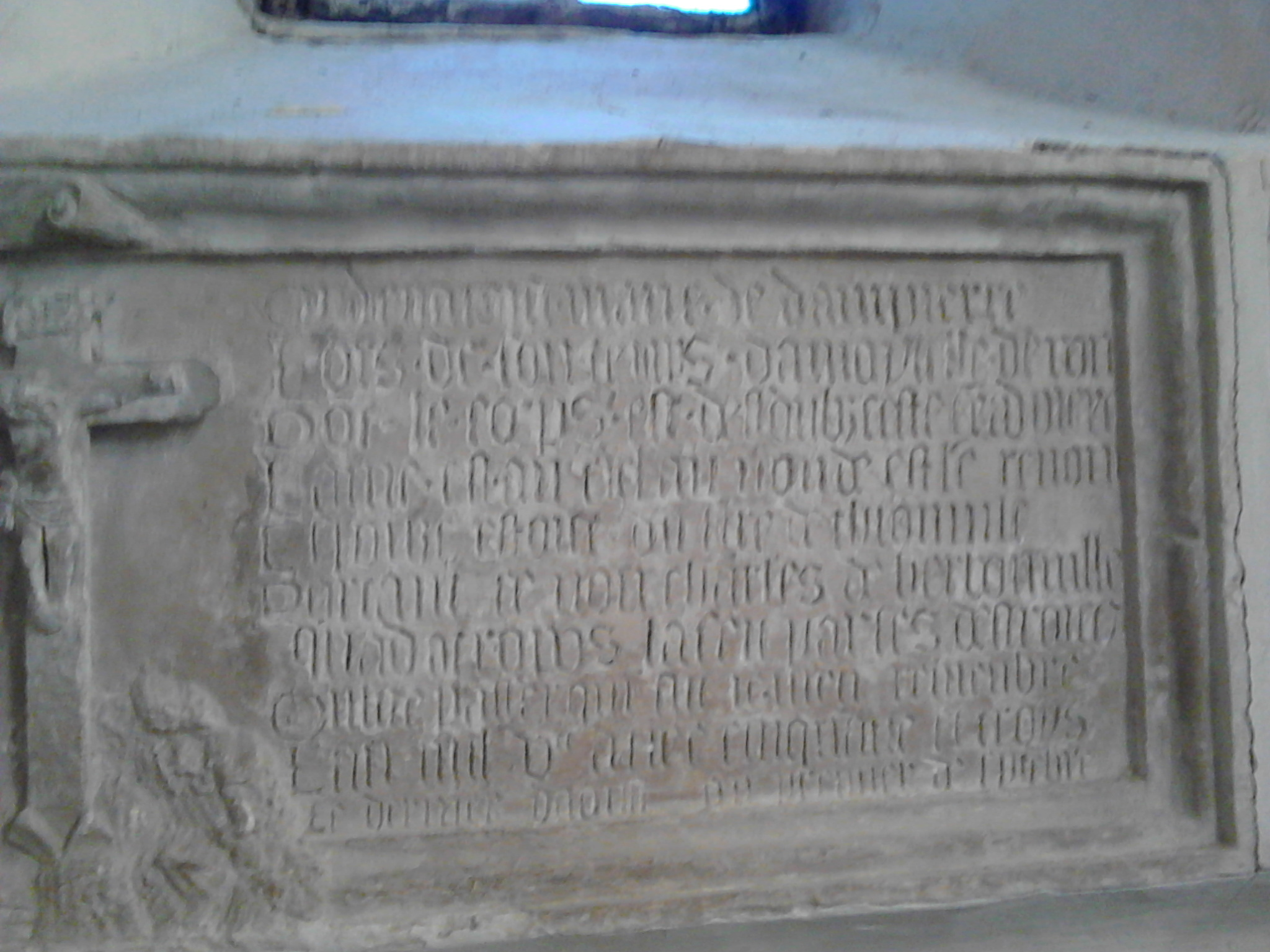
Épitaphe en latin Marie de Dampierre.
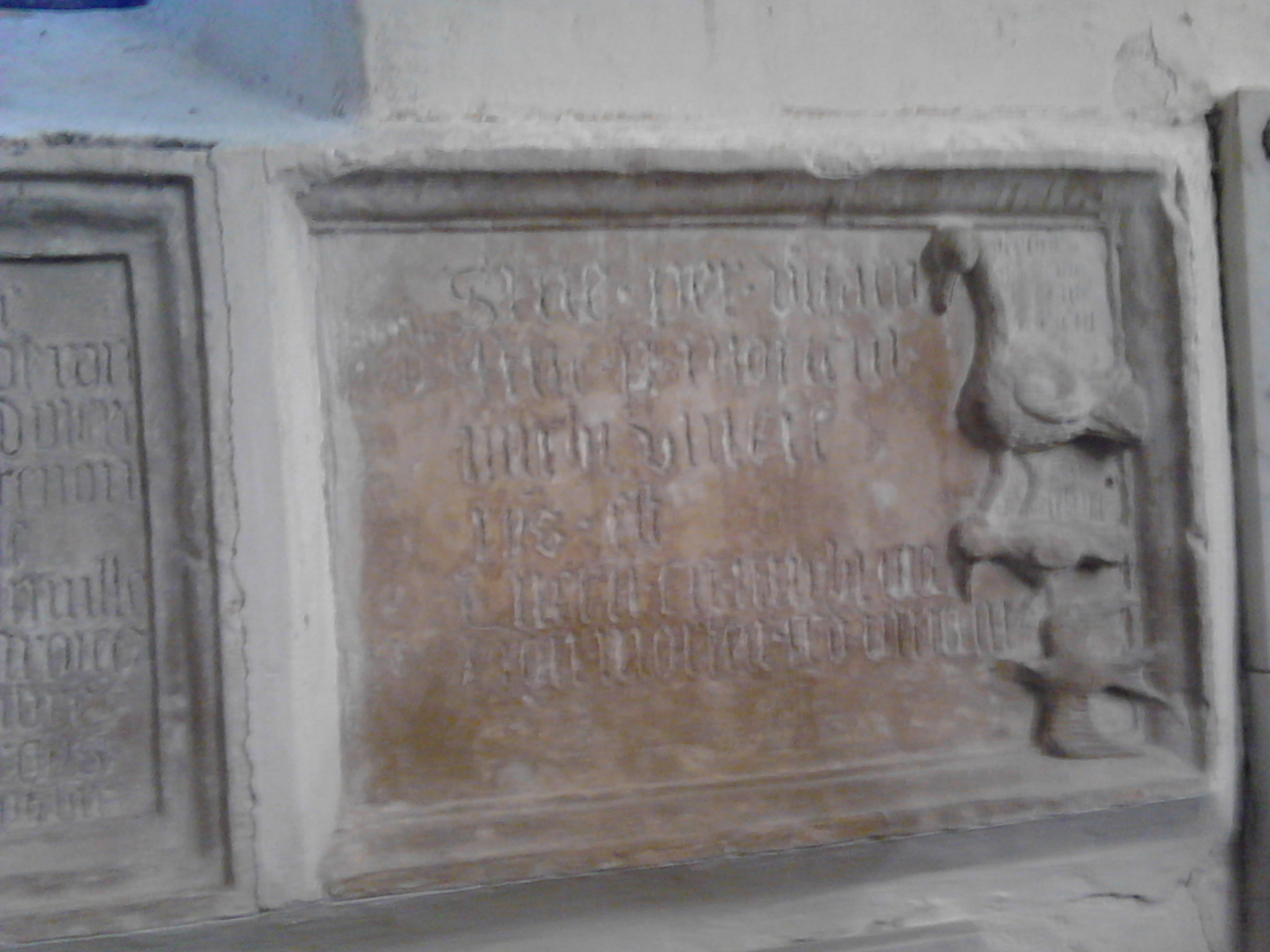
Pierre funéraire Marie de Dampierre.
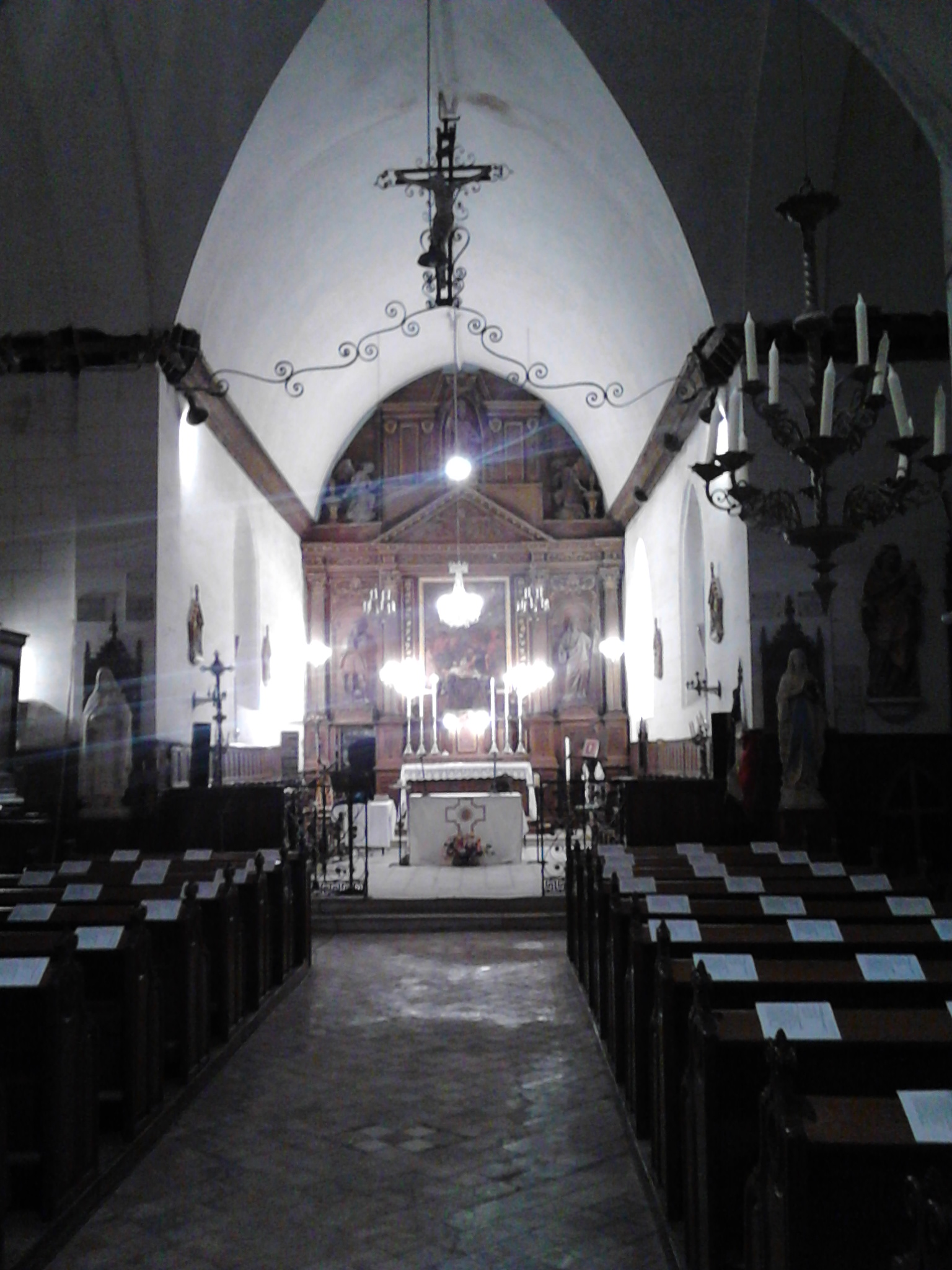
Intérieur de l'église.

## Mémoriaux de guerre
- Mémorial du bienheureux Jean Bucaille, victime de la Révolution.
- Plaque commémorative de Jean Bucaille, laboureur, dans l'église.
- Monument aux morts.
- Quelques tombes de militaires morts pour la France.

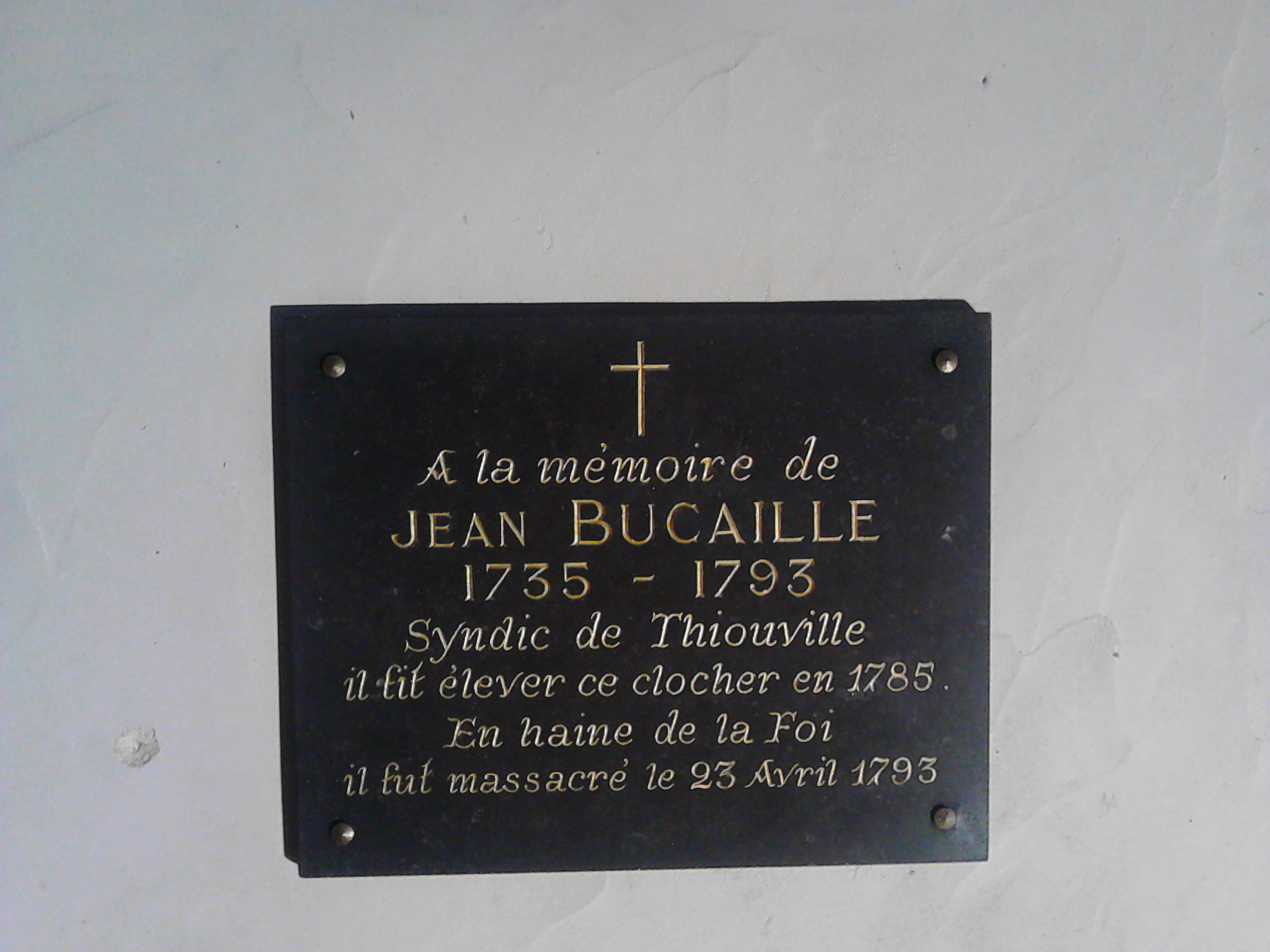
Plaque commémorative Jean Bucaille, laboureur.
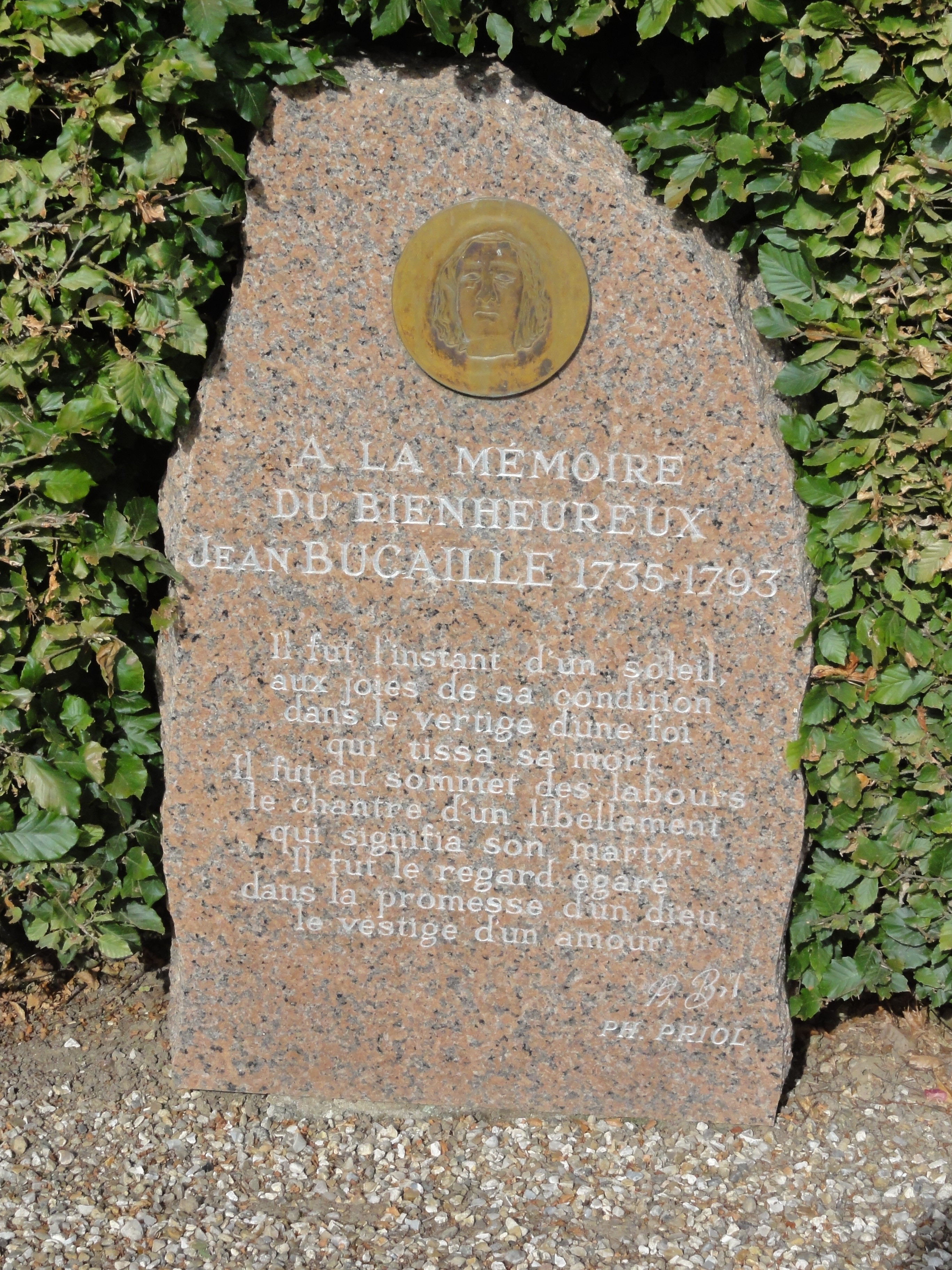
Mémorial du bienheureux Jean Bucaille.
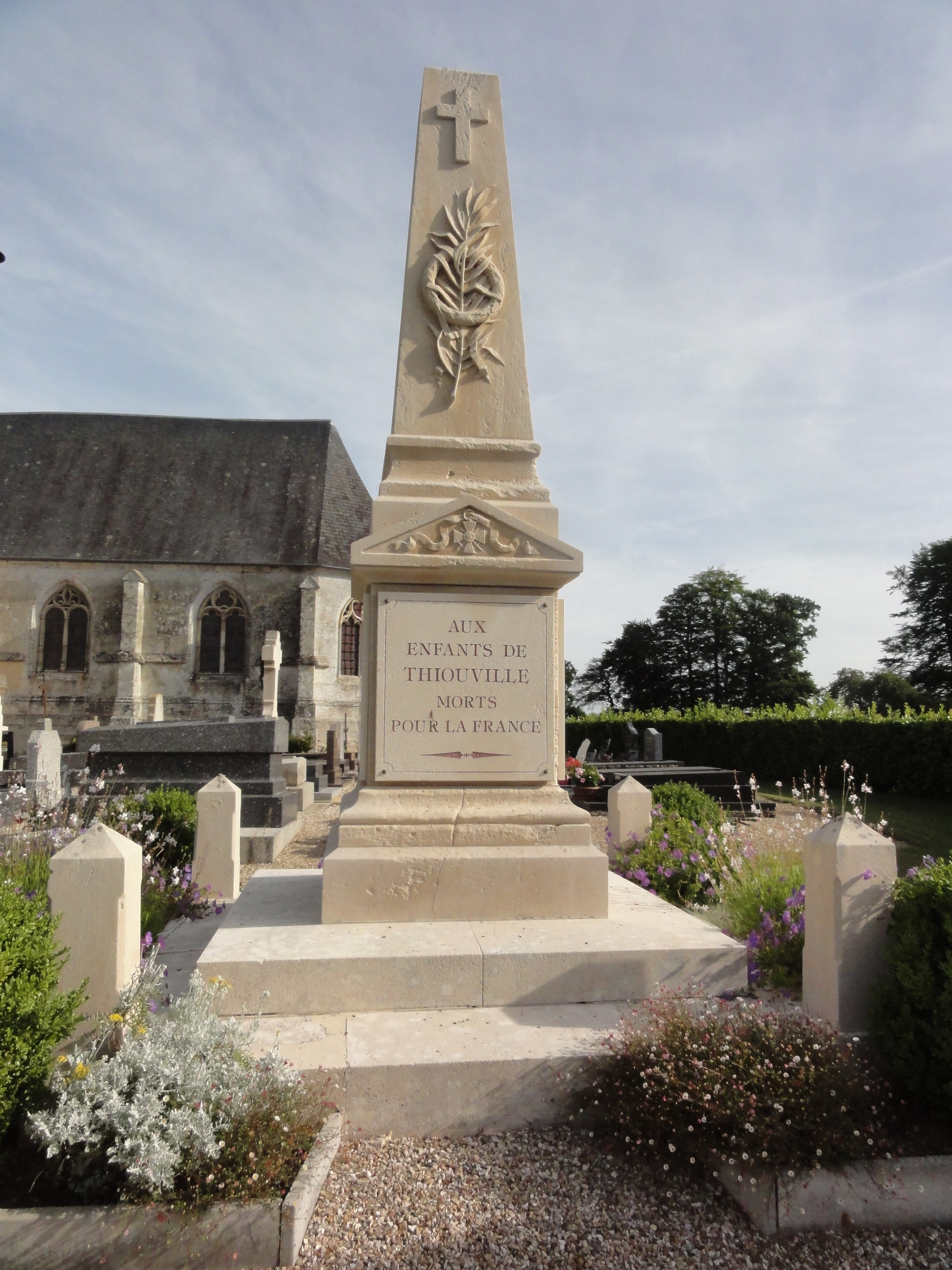
Monument aux morts.
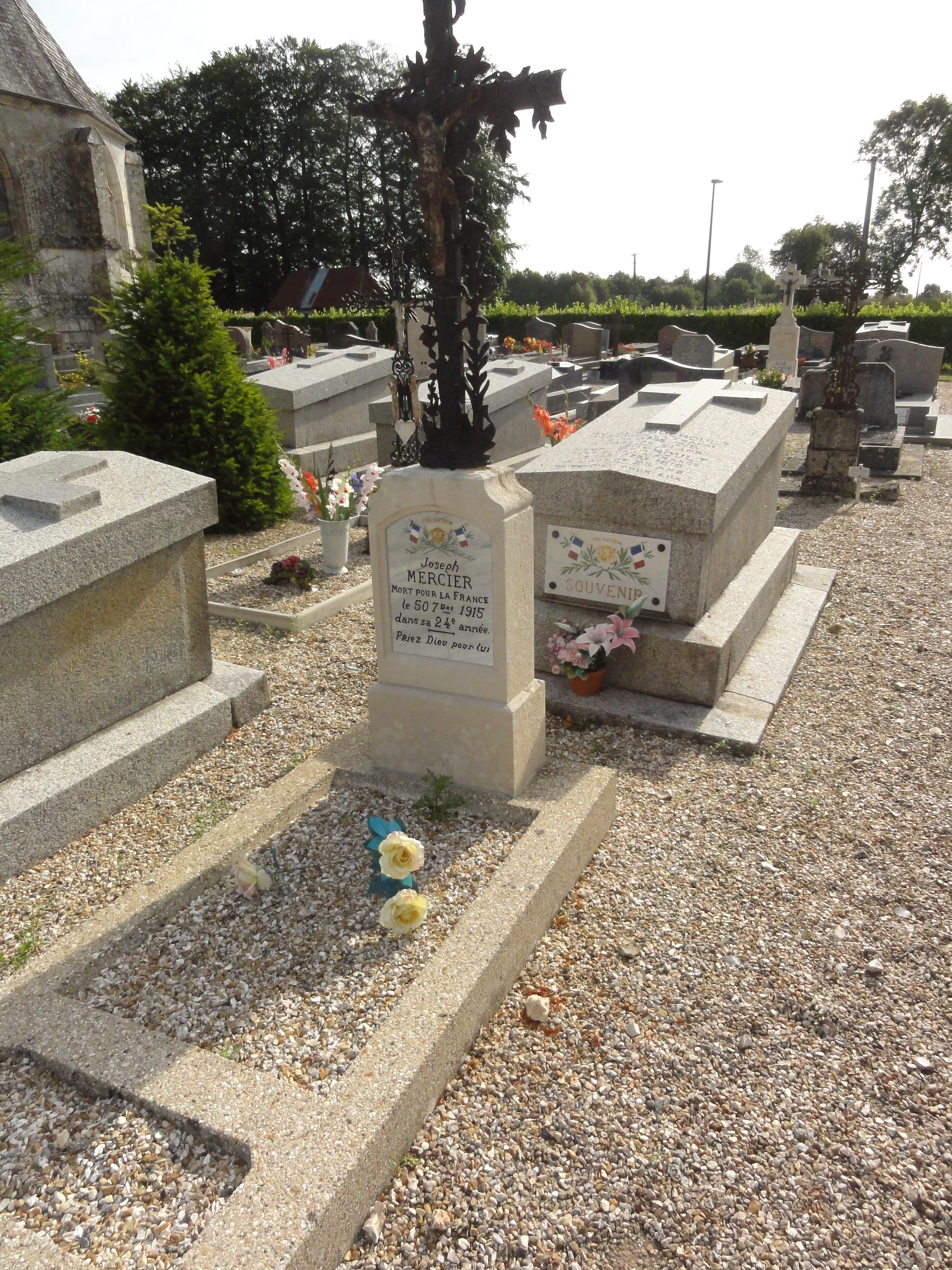
Tombes militaires.
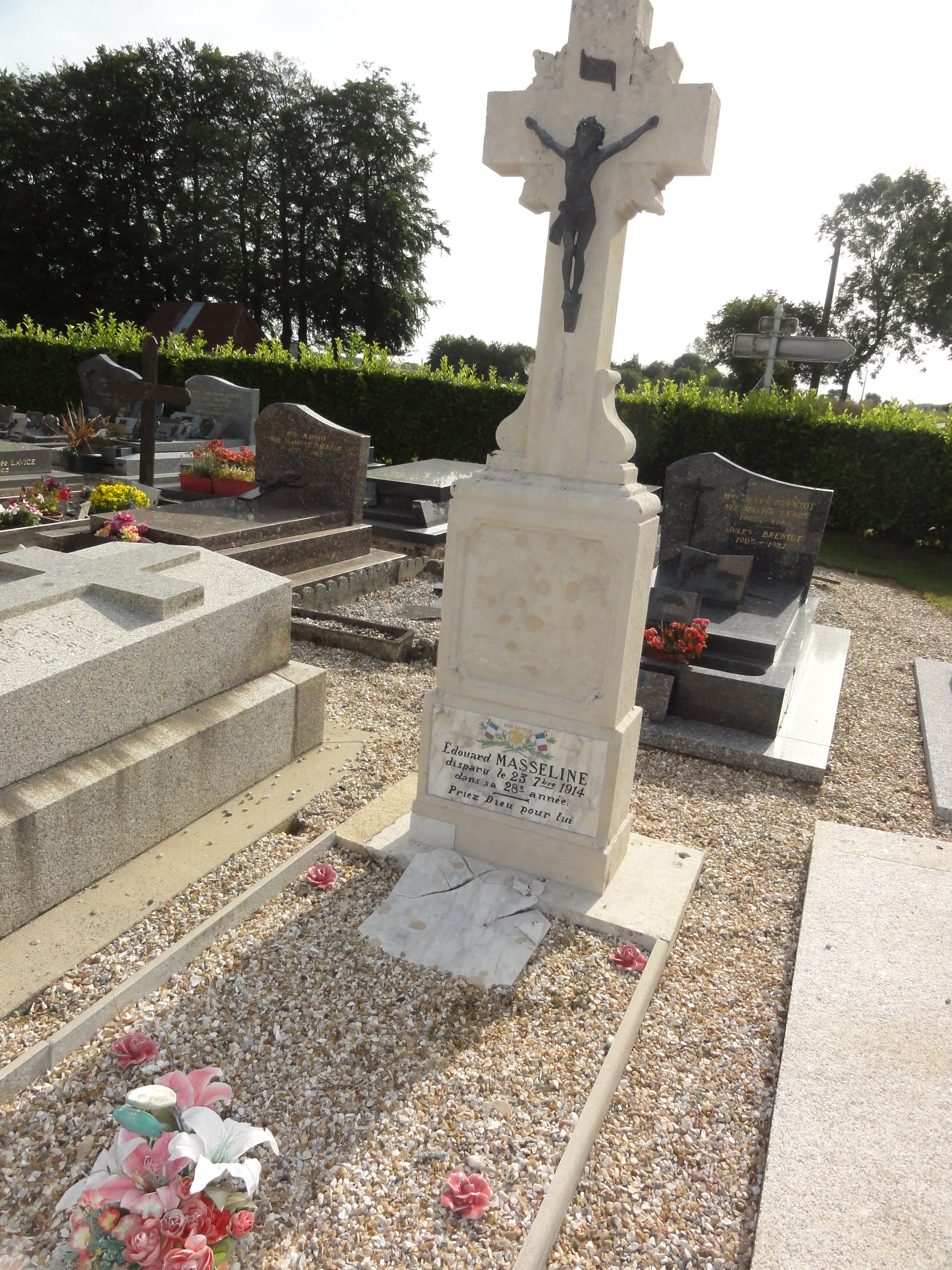
Tombe militaire.

### Héraldique
| Armes de Thiouville | Les armes de la commune de Thiouville se blasonnent ainsi : De gueules à la fleur de lis d’or surmontée d’un léopard du même. Le léopard d'or sur champ de gueules rappelle les armes de la Normandie. |

## Pour approfondir